# Bombaso-Formation
Die Bombaso-Formation ist eine lithostratigraphische Formation, die im Verlauf des Oberkarbons (Pennsylvanium, Moskovium) in den Karnischen Alpen sedimentiert worden war. Sie ist die älteste auf dem variszischen Grundgebirge der Südalpen abgelagerte Formation und leitet den alpinen Zyklus ein.

## Geologischer Rahmen
Koordinaten: 46° 36′ 13″ N, 13° 4′ 39″ O
Der Unterbau der Karnischen Alpen war von der Variszischen Orogenese im Oberkarbon geprägt worden, fiel aber damit gleichzeitig der Erosion heim. Bereits im Moscovium war es zu einer erstmaligen marinen Inkursion gekommen und so lagerten sich Decksedimente über das gefaltete und nur wenig metamorphe Paläozoikum. Die Orogenese manifestiert sich im Gelände als lokale Winkeldiskordanz, die den prävariszischen vom postvariszischen Sedimentzyklus abtrennt. Ihr Höhepunkt (asturische Phase) liegt in den Karnischen Alpen im Bashkirium, d. h. bei rund 318 bis 310 Millionen Jahren BP. Hiernach setzte Grabenbruchtektonik ein,  wobei der Abtragungsschutt des variszischen Grundgebirges in die Gräben und Vorsenken transportiert wurde. Die Ablagerungen bestehen aus fluviatilen und flachmarinen Molassesedimenten, genauer aus einem Wechsel von Konglomeraten, Sandsteinen und fossilreichen Kalken – der Bombaso-Formation. Es dominieren siliziklastische Zyklotheme mit markanten lateralen Mächtigkeits- und Faziesschwankungen, die entweder auf synsedimentäre tektonische Bewegungen und/oder auf die Verfüllung eines ehemaligen Erosionsreliefs zurückzuführen sind.
Der Ablagerungsraum der Bombaso-Formation befand sich damals auf 5 bis 10° nördlicher Breite. Das herrschende Paläoklima war niederschlagsreich und tropisch-humid.

## Lithologie
Die Bombaso-Formation, auch als Waidegger Konglomerat, Waidegger Gruppe, Waidegg-Formation oder Collendiaul-Formation bekannt, eröffnet die Pontebba-Supergruppe und wird rund 100 bis 200 Meter mächtig. Sie transgrediert gewöhnlich über die Hochwipfel-Formation oder auch die Dimon-Formation, beide aus dem Serpukhovium. Es handelt sich um schlecht sortierte, unausgereifte Brekzien, Konglomerate und Sandsteine, geröllführende Siltsteine und sandige bis siltige Schiefertone mit kalkigen Zwischenlagen. Die Klasten im Malinfier-Horizont sind vorwiegend aus devonischen bis silurischen Kalken, im Pramollo-Member jedoch aus Radiolarien-Chert oder Vulkaniten hervorgegangen. Im Malinfier-Horizont sind im Liegenden sogar metergroße Kalkblöcke anzutreffen. Die Bombaso-Formation ist insgesamt sehr reich an radiolaritischen, arenitischen, vulkanischen und kalkhaltigen Klasten. Sie unterscheidet sich daher deutlich von der auflagernden quarzbetonten Pramollo-Gruppe. Der Übergang erfolgt jedoch allmählich.

## Fazies
Die Sedimente werden faziell als Massenströme an einem Deltafächer, d. h. als marinen Ursprungs gedeutet. Wahrscheinlich dürfte aber zusätzlich auch noch eine subaerische Schwemmkegelfazies vorliegen.

## Fossilien

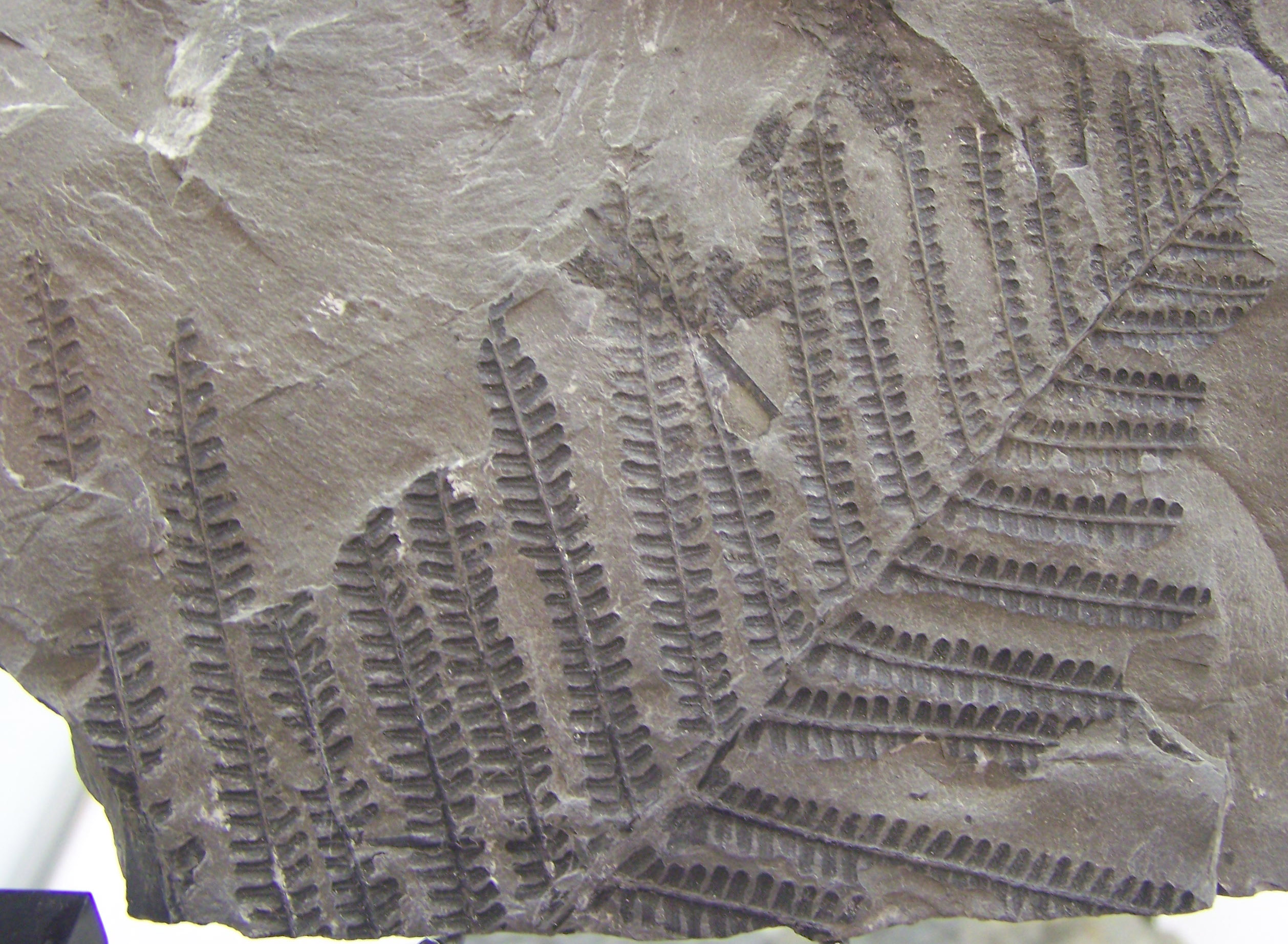
Pecopteris arborescens

Als Fossilien treten neben reichhaltigen Pflanzenresten von Cordaiten, Kalamiten und Pecopteriden, sedimentiert in dunklen Siltsteinen und Schiefertonen, auch Brachiopoden, Crinoiden und Fusuliniden auf, die wiederum ein marines Ablagerungsmilieu anzeigen. Brekzien innerhalb der Bombaso-Formation enthalten die älteste Fusulinidenfauna der Karnischen Alpen. Die Funde stammen aus der Zone Quasifusilinoides quasifusilinoides/Protriticites ovatus und dokumentieren oberstes Moscovium. Weitere Fusuliniden sind Fusiella lancetiformis, Ozawainella, Pseudotriticites, Staffella und Schubertella. Als Ichnofossile sind Curvolithus und Dictyodora zu erwähnen.
Aus der sehr reichen Pflanzenflora, die eine Sumpfwaldgesellschaft mit farnlaubigen Samenpflanzen und Baumfarnen darstellt, seien einige Taxa herausgegriffen:
- Alethopteris serlii
- Annularia sphenophylloides
- Asterotheca candolleana
- Calamités cisti
- Callipteridium pteridium
- Cordaites principalis
- Cyperites bicarinatus
- Lepidostrobophyllum lanceolatum
- Linopteris neuropteroides
- Linopteris scheuchzeri
- Macrostachya infundibuliformis
- Neuropteris cordata
- Neuropteris ovata
- Neuropteris scheuchzeri
- Pachytesta gigantea
- Palmatopteris furcata
- Pecopteris arborescens
- Pecopteris candolleana
- Radicites capillacea
- Radicites capillacea
- Sphenophyllum oblongifolium
- Sphenophyllum verticillatum
- Stigmaria ficoides

## Alter
Anhand von Pflanzenfunden wie beispielsweise Neuropteris scheuchzeri kann die Bombaso-Formation der Zone Odontopteris cantabrica zugewiesen werden. Dies entspricht der Regionalstufe Cantabrium bzw. oberes Moscovium (um 308 bis 307 Millionen Jahre BP). Venturini (2002) stellt die Bombaso-Formation ins obere Moskovium und ins Kasimovium.

## Vorkommen

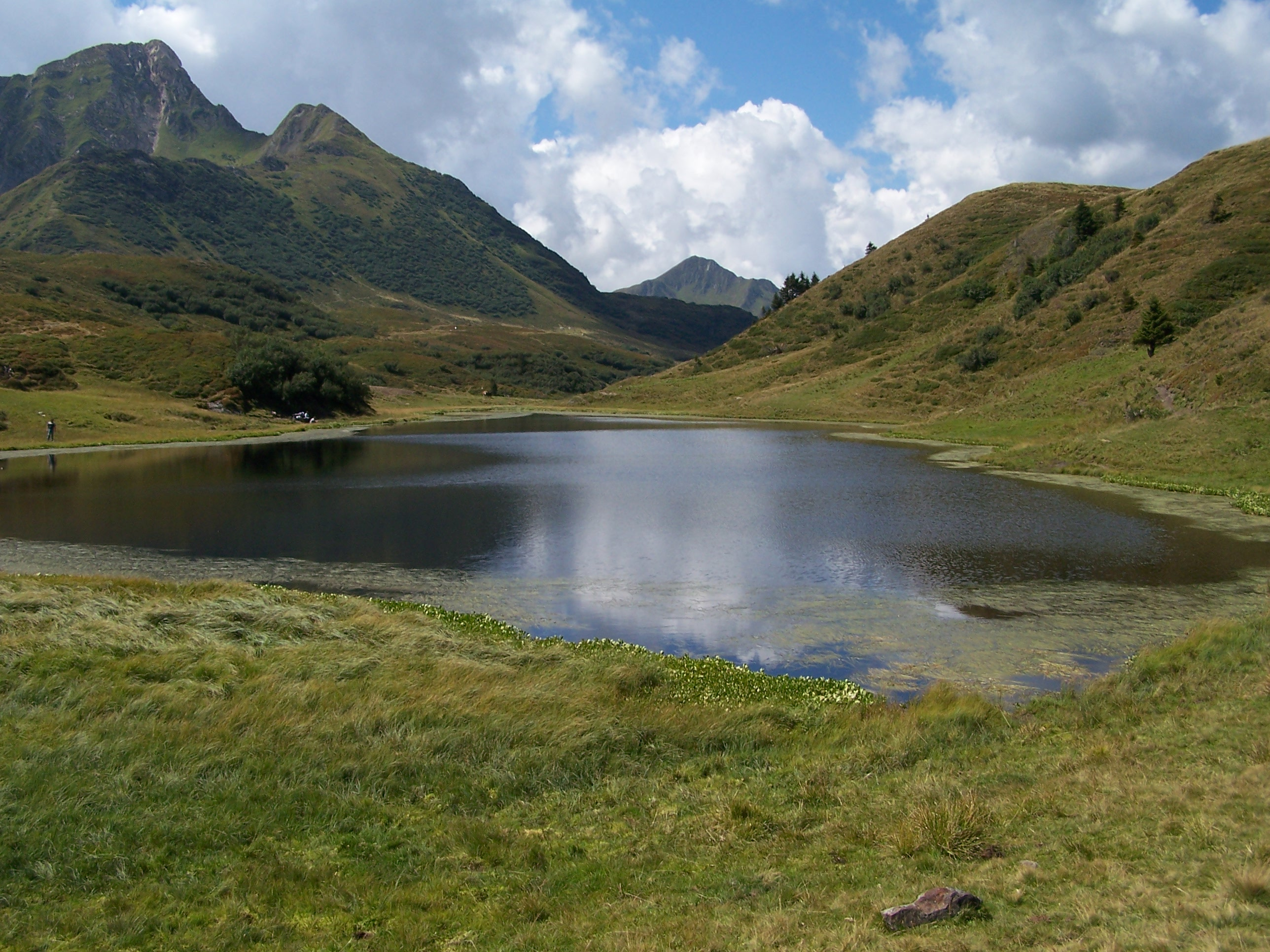
Der Zollnersee. Das Typprofil befindet sich zwischen dem See und der Hütte.

Die Vorkommen der Bombaso-Formation beschränken sich auf die Karnischen Alpen. Folgende Fundorte sind bekannt:
- Straniger Alm
- Tröpolach – Rudniggraben, Tomritsch-Rücken
- Waidegg – Waidegger Alm
- Zollnersee – Typprofil